# Cave In
Cave In is een Amerikaanse rockband uit Methuen, Massachusetts.

## Bezetting
Oprichters
- Stephen Brodsky (zang, gitaar)
- Jay Frechette (zang)
- Adam McGrath (gitaar)
- Justin Matthes (basgitaar)
- John-Robert Conners (drums)

Huidige bezetting
- Stephen Brodsky (zang, gitaar)
- Caleb Scofield † (basgitaar, zang)
- Adam McGrath (gitaar)
- John-Robert Conners (drums)

## Geschiedenis
De band werd opgericht in 1995 door de vrienden Jay Frechette (zang) en Stephen Brodsky (zang, gitaar), die in de directe omgeving woonden. Geleidelijk voegden Justin Matthes (basgitaar), Adam McGrath (gitaar) en John-Robert Conners (drums) zich bij de band. De eerste repetities vonden plaats in de kelder van het huis van Jay Frechette's ouders. In het voorjaar van 1996 bracht Cave In samen met hun vriend Gambit de Cave In / Gambit Split 7 uit, die werd gevolgd door verdere split-publicaties met de bands Early Grace en Piebald. Tijdens een van hun shows werd Aaron Turner van het platenlabel Hydra Head Records, tegelijkertijd zanger van de band Isis, opmerkzaam op Cave In en bood aan om hun eigen promotie-cd bij zijn label uit te brengen. In de zomer van 1997 kwam er een 7" Cave In en kort daarna Beyond Hypothermia uit, een compilatie van eerdere split-singles en demo-opnamen. Rond die tijd werd de band gevormd, met Caleb Scofield (bas, zang) en - na het vertrek van Jay Frechette - Stephen Brodsky als de nieuwe zanger.
Het eerste studioalbum Before Your Heart Stops van de band, geworteld in het onafhankelijke metalcore-circuit, werd gevolgd door uitgebreide tournees, waaronder met The Dillinger Escape Plan en Converge. Met het album Jupiter, uitgebracht in 2000, zette Cave In de muzikale ontwikkeling voort die een jaar eerder al was aangegeven met de ep Creative Eclipses. Het vertrek van de band van het originele, hardere geluid en de beweging naar meer melodieuze songstructuren en meer experimentele geluiden van progressieve rock en spacerock sprak nieuwe fans aan, maar ook vervreemde hardcore fans vanaf het begin. Grote labels werden bekend met Cave In en na nog de ep Tides of Tomorrow voor Hydra Head Records, wisselden ze uiteindelijk naar RCA Records. Met het album Antenna, dat door veel critici goed werd ontvangen, betrad de band in 2003 voor het eerst de Amerikaanse albumhitlijsten. Een muziekvideo voor de single Anchor werd geregisseerd door Dean Karr. Cave In toerde met Lollapalooza in de Verenigde Staten en met Foo Fighters en Muse in Europa. Tegelijkertijd groeide echter de druk op de bandleden, die nu werden geconfronteerd met de hogere verwachtingen van een groot label en hun verlangen om terug te keren naar harder materiaal. Daarom besloten label en band in 2004 opnieuw hun eigen weg te gaan. In 2005 bracht Cave In, nu terug bij Hydra Head Records, de demo-compilatie Perfect Pitch Black uit, gemaakt in 2003 en 2004. De nummers waren opnieuw gebaseerd op het eerdere Cave In-geluid en weerspiegelden tegelijkertijd de ervaringen van die jaren, bijvoorbeeld op het nummer Trepanning.
Vanaf november 2006 nam de band officieel een pauze, de individuele leden wijdden zich vervolgens aan verschillende zij- en, in het geval van Stephen Brodsky, solo-projecten. In het voorjaar van 2009 kondigde Cave In hun terugkeer aan met nieuw materiaal. Ondertussen behoorde ook John-Robert Conners, die door een blessure moest pauzeren na het verschijnen van Perfect Pitch Black en inmiddels was vervangen door Converge-drummer Ben Koller, weer tot de band. In juli 2009 kwam Cave In terug met een reünieconcert in Allston, Massachusetts en de ep Planets Of Old. Oorspronkelijk alleen uitgebracht op vinyl, bevatte de cd-versie die in januari 2010 werd uitgebracht ook een bonus-dvd met opnamen van het concert op 19 juli 2009. Het nieuwe album White Silence werd uitgebracht in mei 2011.
In maart 2018 overleed Caleb Scofield op 39-jarige leeftijd bij een verkeersongeval.

## Discografie
- 1996: Cave In / Gambit Split 7"
- 1997: Cave In 7"
- 1997: Beyond Hypothermia
- 1998: Until Your Heart Stops
- 1999: Creative Eclipses EP
- 2000: Jupiter
- 2002: Tides of Tomorrow EP
- 2003: Antenna
- 2005: Perfect Pitch Black
- 2009: Planets Of Old EP
- 2011: White Silence
- 2019: Final Transmission
- 2022: Heavy Pendulum